# Wilhelm Michels
Pour les articles homonymes, voir Michels.
Wilhelm "Willi" Michels (né le 27 septembre 1919 à Welper et mort le 7 avril 2003 à Herdecke) est un syndicaliste et homme politique allemand (SPD).

## Biographie
Après l'école primaire, Michels suit un apprentissage de forgeron et réussit ensuite l'examen d'ouvrier qualifié dans l'industrie sidérurgique. Il travaille ensuite comme formateur et collaborateur technique en sécurité au travail chez Ruhrstahl AG (de). De 1940 à 1945, il participe à la Seconde Guerre mondiale en tant que soldat et est finalement fait prisonnier.
Après la fin de la guerre, Michels s'implique dans le travail syndical des jeunes. Il est membre du comité d'entreprise de Henrichshütte (de) (Ruhrstahl AG) jusqu'en 1955, puis membre du conseil d'administration d'IG Metall et à partir de 1960 membre du comité exécutif du syndicat, chef de la succursale de Düsseldorf responsable de l'industrie sidérurgique et cogestion dans le secteur minier. De 1967 à 1972, il est président du Montanausschuss des syndicats libres des métallurgistes et des mineurs de la Communauté européenne du charbon et de l'acier (CECA) à Luxembourg.

## Parti politique
Michels rejoint le SPD en 1945 et est ensuite élu président du sous-district Hagen-Ennepe du SPD.

## Parlementaire
Depuis 1946, Michels est conseiller municipal de la commune de Welper, qui est incorporée à la ville de Blankenstein (aujourd'hui un quartier de Hattingen) en 1966. Il est député du Bundestag de 1961 à 1972. Au parlement, il représente la 2e circonscription de l'arrondissement d'Ennepe-Ruhr (de). Il est également député du Parlement européen de 1961 à 1964.

## Autres mandats
Michels est maire de Welper de 1951 à 1962.